# 아우구스트 폰 마켄젠

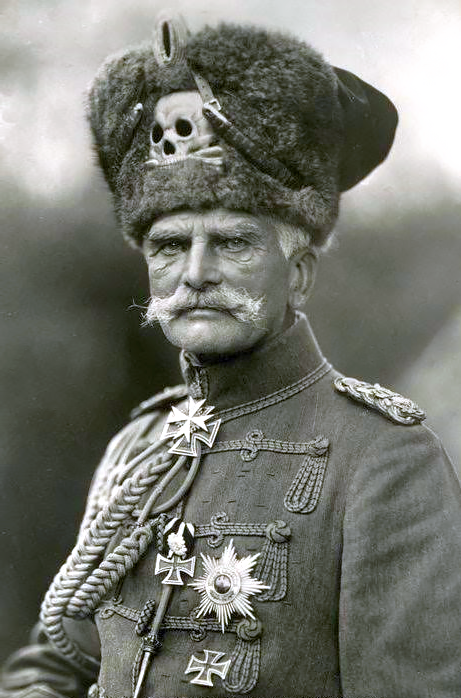
마켄젠

안톤 루트비히 프리드리히 아우구스트 마켄젠(독일어: Anton Ludwig Friedrich August Mackensen, 1849년 12월 6일 ~ 1945년 11월 8일)은 아우구스트 마켄젠(August Mackensen)으로 태어난 독일의 군인이자 원수(元帥, Generalfeldmarschall)이다. 빌헬름 2세 40회 탄생일을 기념하여 1899년 1월 27일에 귀족에 서임되었고 아우구스트 폰 마켄젠이라는 이름이 되었다.
1849년 프로이센 왕국 작센 주 비텐베르크 근교 달렌베르크(Dahlenberg) 근교 하우스 라이프니츠(Haus Leipnitz)에서 태어났다. 농장의 관리인이었던 부친은 그가 가업을 잇기를 바래서 1865년에 할레에 있는 김나지움으로 보냈다. 1869년에 자원입대로 군에 들어갔고, 보불전쟁에 참전해 공을 세웠다. 한때 할레 대학을 다녔으나 1873년 다시 군에 들어갔다.
제 1차 세계대전에 있어서 그는 그의 참모장 한스 폰 젝트와 함께 독일 제국의 전략가로 명성이 높았다. 1914년 8월 탄넨베르크 전투를 경험하고, 그 해 11월 제9군 사령관이 되어 세르비아 왕국을 정복했다. 이듬해 4월 제11군 사령관으로 옮겨 러시아 전선을 돌파, 이 전공으로 원수로 승진했다. 1916년에는 오스트리아-헝가리군과 함께 루마니아 왕국을 정복, 종전 때까지 루마니아 군정(軍政)총독으로 있었다.
1918년의 휴전협정 이후 헝가리와 슬로바키아에서 잡혀 있다가 이듬해 귀국하였고, 1920년 군에서 전역하였다. 바이마르 공화국 체제에는 반대하였으나 공적인 자리에 나서는 운동가가 되지는 않았다. 1933년에 헤르만 괴링은 그를 프로이센 주의회 의원으로 만들었다. 나치즘 시대에 그는 군주제주의자로 남아 있었으며 간혹 그의 제 1차 세계대전 당시의 군복을 입고 등장하기도 했다. 1940년대초 아돌프 히틀러와 요제프 괴벨스는 마켄젠이 나치즘에 충성스럽지 않다고 의심하였으나, 아무 조치도 취하지 않았다. 1945년 11월 8일 96회 생일을 얼마 앞두고 하노버 주에서 사망하였다.